# Štefan Komjaty
Štefan Komjaty (* 17. prosince 1953) je bývalý slovenský fotbalista, záložník.

## Fotbalová kariéra
V československé lize hrál za ZVL Žilina. Nastoupil v 10 ligových utkáních, gól v lize nedal. Ve druhé nejvyšší soutěži hrál i za LB Spišská Nová Ves a Chemlon Humenné.

## Ligová bilance
| Ročník                                      | Zápasy | Góly | Klub                |
| ------------------------------------------- | ------ | ---- | ------------------- |
| 1. československá fotbalová liga 1977/78    | 10     | 0    | ZVL Žilina          |
| 1. slovenská národní fotbalová liga 1981/82 | 8      | 0    | LB Spišská Nová Ves |
| CELKEM 1. liga                              | 10     | 0    |                     |